# Lobelia caeciliae
Lobelia caeciliae är en klockväxtart som beskrevs av Franz Elfried Wimmer. Lobelia caeciliae ingår i släktet lobelior, och familjen klockväxter. Inga underarter finns listade i Catalogue of Life.